# Sergent Kirk
Le Sergent Kirk (espagnol : El Sargento Kirk) est un héros de bande dessinée de western créé par les scénaristes argentin Héctor Germán Oesterheld et le dessinateur italien Hugo Pratt. Ses aventures, qui s'étendent sur près de 2000 demi-pages, ont été publiés de 1953 à 1959 dans le magazine argentin au format à l'italienne Misterix puis dans des périodiques des éditions Frontera. Elles ont ensuite été remontées au format traditionnel par Pratt lui-même lors de la parution des histoires dans le mensuel italien Sgt. Kirk, nommé d'après le personnage.
Le sergent Kirk est un soldat du 7e de Cavalerie de l’armée nordiste américaine qui, révolté par le massacre des Indiens, se range à leur côté après avoir déserté.

## Historique
À 22 ans, Hugo Pratt s’est installé en Argentine. Repéré en Italie par Cesare Civita, un éditeur de bandes dessinées établi à Buenos Aires, il a obtenu un contrat pour exercer son métier de dessinateur dans la capitale argentine. Au bout de trois ans, son éditeur lui présente le scénariste Héctor Oesterheld. C’est le début d’une longue collaboration qui donnera le jour à deux héros marquants dans la carrière de Pratt : Sergent Kirk et Ernie Pike.
Le premier des deux, El Sargento Kirk fait ses débuts le 9 janvier 1953 dans le n° 225 de l’hebdomadaire Misterix, aux éditions Abril. La série se poursuit dans le magazine jusqu'au numéro 475 du 20 décembre 1957. Quand Oesterheld fonde sa maison d'édition, Editorial Frontera, les aventures du sergent Kirk continuent, jusqu'en 1959, dans l'hebdomadaire de la revue Hora Cero Suplemento Semanal du n° 37 du 14 mai 1958 au n° 90 du 20 mai 1959 et dans Frontera Extra, lancée en été 1958. 
Un jour de 1967, alors qu’il se trouve quelque peu désœuvré, Hugo Pratt reçoit, chez lui, à Venise, la visite de Florenzo Ivaldi. Après avoir fait fortune dans l’immobilier, celui-ci, grand amateur de bandes dessinées, projette de se lancer dans l’édition d’un  magazine illustré et vient le solliciter pour partager cette aventure. Pratt accepte et se propose d’adapter les aventures du sergent. Pour ce faire, Ivaldi en rachète tous les droits, Pratt en réécrit les textes en italien donc, ajoute des scènes et remonte les bandes au format européen. Le mensuel Sgt. Kirk sort au mois de juillet 1967 ; tous les épisodes y sont republiés dans l'ordre chronologique jusqu'au 61e et dernier numéro en mai 1979, malgré deux interruptions de trois et un an.
En France, les histoires de Sergent Kirk sont publiées dans Les Pieds Nickelés Magazine en 1972, puis recueillies par Sagédition en 1975, qui en publie ensuite les 297 premières planches dans son mensuel Rintintin de septembre 1975 à août 1977. Sagédition publie la suite dans 6 fascicules de poche d’avril 1977 à janvier 1978.
En 1973, Oesterheld décidera de poursuivre les aventures du sergent pour le journal Billiken, avec le concours d’un autre dessinateur (Gustavo Trigo).

## Premiers albums édités en France
- Sgt. Kirk

La Vallée perdue – La Longue chasse.
Couverture souple, couleurs, coll. « Aventure et Mystère », Sagédition, 1975.
- Sergent Kirk 
  - Le Bateau du Missouri
  - La Poursuite
  - Le Secret de Wahtee
  - Le Tonnerre rouge
  - La Montagne des esprits
  - Tuskar le cruel

Brochures de poche, noir et blanc, coll. « Western Pocket », Sagédition, 1977 à 1978.
- Sgt. Kirk. La Chasse aux Comanches & Le Sentier de la guerre

Couverture souple, noir et blanc, éditions du Cormoran (éd. pirate des 2 premiers épisodes parus en Argentine – 250 exemplaires numérotés), octobre 1980. 
- Sgt. Kirk. L'Attaque de la "Meseta"

Couverture souple, noir et blanc, éditions du Cormoran (éd. pirate du 3e épisode paru en Argentine – 260 exemplaires numérotés), janvier 1981. 
- Sgt. Kirk[3]
  - Tomes 1 :
  - Tomes 2 :
  - Tomes 3 : Tonnerre rouge
  - Tomes 4 : Tuskar le cruel
  - Tomes 5 : Une étrange démence -  Une aventure de jeunesse de Corto[4]

Couvertures souples, noir et blanc, éd. Les Humanoïdes Associés, 1984 à 1987.

## Intégrale
Sgt. Kirk - sur des récits de Héctor Oesterheld. 

Couvertures cartonnées (23,5x31,2), noir et blanc, éd. Futuropolis. 
Lorsque l’éditeur Florenzo Ivaldi cessa son activité, il rendit les archives complètes de la série Sgt. Kirk aux ayants droit de Pratt. Oubliées durant une quinzaine d’années, elles furent retrouvées et permirent la publication de cette « édition définitive » en 5 albums.
- Première époque, préface de Gianni Brunoro : Précurseur éclairé, 2008  (ISBN 978-2-7548-0236-9).

1. Chasse au Comanche (La caza del Comanche)
2. Le Sentier de la guerre (Hermano de sangre)
3. Des chacals dans la nuit (El ataque de los cara pálida)
4. Le Traître (¡ Traición ! – Deuda de sangre – Misión para valiente)
5. Chasse au Corto (El manantial de la muerte – El desafio)[6]
6. Au traître ! (El heroico artillero – El desertor)

- Deuxième époque, préface de Jean Giraud : L'Homme au sabre, 2009  (ISBN 978-2-7548-0263-5).

1. Le Voleur de chevaux (El desertor - suite et fin)
2. La Malédiction du tomahawk (La maldición del tomahawk)
3. Corazon sutton (El traficante de muerte)
4. Le Prisonnier (El ataque comanche)
5. L’Attaque des Comanches (El ataque comanche - suite)
6. L’Échange (El ataque comanche - suite et fin)
7. Pour dix mille dollars (Captura recomendada)
8. L’Évasion (La maldición de Fort Vance)
9. Un bateau sur le Missouri (Cerco de muerte)
10. Puesto solo, l’ultime recours (Cerco de muerte - suite)

- Troisième époque, préface de Walter Fahrer : Argentine rhapsodie, 2009  (ISBN 978-2-7548-0312-0).

1. La Barque engloutie (Cerco de muerte - suite et fin)
2. En terre ennemie (Tierra enemiga)
3. Vers les hautes montagnes (Tierra enemiga - suite)
4. Tonnerre rouge (Tierra enemiga - suite)
5. Les Crows (Tierra enemiga - suite et fin)

- Quatrième époque : 2010  (ISBN 978-2-7548-0399-1).

1. Le Refuge de la montagne (Il refugio della montagna)
2. La Lâcheté de Wahtee (La codardia di Wahtee)
3. Les Faux visages (I visi falsi)
4. Ombre blanche (Ombra bianca)

- Cinquième époque, préface de José Muñoz : Paru le 25 novembre 2013  (ISBN 978-2-7548-0974-0).

1. Chemin de sang (Ruta de sangre)
2. Les Noces de Walpi (La boda de Walpi)
3. Forbes, le chaman (El « Shaman Forbes »)
4. L’Argent du Navajo (Plata Navaja)
5. Une étrange folie[7]
6. Une aventure du jeune Corto [7]
7. L’Enfant enlevée[7]
8. Renard Noir[7]
9. La Haine de Corazon Sutton (El odio de « Corazon Sutton »)
10. Voleurs de chevaux[7]
11. Le Plus loyal (El mas justo)